# 小須田勝造
小須田 勝造（こすだ かつぞう、1886年（明治19年）2月20日 - 1977年（昭和52年）12月26日）は、日本の陸軍軍人、実業家。最終階級は陸軍中将。

## 経歴
長野県出身。小須田馬之助の二男として生れる。麻布中学校を経て、1907年（明治40年）5月、陸軍士官学校（19期）を次席で卒業。同年12月、陸軍砲兵少尉に任官し野砲兵第1連隊付となる。1911年（明治44年）11月、陸軍砲工学校高等科（第17期）を優等で卒業。1912年（大正元年）9月、陸軍派遣学生として東京帝国大学理科大学に入学し、1915年（大正4年）7月、同物理学科を卒業した。
1920年（大正9年）7月から1922年（大正11年）3月まで兵器検査官としてアメリカに駐在。1922年5月、大阪砲兵工廠員に転じ、1923年（大正12年）3月、砲兵少佐に昇進。1925年（大正14年）5月、陸軍造兵廠十条製造所長に就任し、1927年（昭和2年）7月、砲兵中佐に進級。1930年（昭和5年）4月、陸軍技術本部アメリカ駐在官に発令された。1931年（昭和6年）3月、砲兵大佐に昇進。
1933年（昭和8年）11月、小倉工廠東京兵器製造所長となり、小倉銃器製造所長、技術本部第3部長を歴任。1935年（昭和10年）12月、陸軍少将に進級。1936年（昭和11年）8月、技術本部第1部長に転じ、1938年（昭和13年）12月、陸軍中将に進み造兵廠長官に就任。1940年（昭和15年）4月、造兵廠が陸軍兵器廠に統合され、新設の陸軍兵器本部次長に転じ太平洋戦争を迎えた。
1942年（昭和17年）7月、兵器本部長に就任し、同年10月、新設の陸軍兵器行政本部長となる。1940年（昭和15年）8月から翌月まで相模陸軍造兵廠長事務取扱を兼務した。1943年（昭和18年）3月、予備役に編入。同年12月、日本製鐵取締役に就任し、さらに1944年（昭和19年）8月、同副社長となった。
1947年（昭和22年）11月28日、公職追放仮指定を受けた。